# Мериссэ, Мартен

Трактат М. Мериссэ «Artificiosa totius logices descriptio»

Мартен Мериссэ (фр. Martin Meurisse; 1584, Руа, Пикардия — 22 августа 1644, Мец) — церковный деятель XVII века, учёный-францисканец, епископ-суффраган епархии Меца, теолог, историк, философ. педагог, профессор философии. Доктор философии.

## Биография
Родился в бедной семье. В юности вступил в орден францисканцев в своём родном городе.
Получил хорошее образование. В 1613 году опубликовал тезисы по логике, в 1615 году — по физике, в 1616 году — по метафизике и наконец, в 1618 году — по этике.
Изучал теологию, в 1620 году в Сорбонне получил докторскую степень.
В 1620-х годах преподавал богословие. В 1628 году был назначен апостольским администратором Бурбоном-Вернёем епископом-суффраганом епархии Меца.
Активно участвовал в цензуре книг. Вёл дискуссию с протестантским пастором Франсуа Ойсо (1545—1625) о значении ритуалов мессы.
Ревностный последователь Иоанна Дунса Скота.
Автор ряда философских сочинений и обширных исторических работ по епархии Меца.
Позже М. Мериссэ стал важной фигурой католической контрреформации в Лотарингии. Занимался реорганизацией епархии, участвовал в двух синодах (1629, 1633), поддерживал реформы некоторых религиозных орденов и особенно в их борьбе против влиятельной партии гугенотов, действовавшей в Меце.
Его труд «Laurus Metaphysica» 1616 года был проиллюстрирован превосходными гравюрами Леонара Готье (1561—1641) и опубликован Жаном Мессажером (1572—1649), представляющими все метафизические понятия в форме гигантского дерева, украшенного многочисленными персонажами и различными фигурами, изображениями пейзажей и архитектурных сооружений, большим количеством фигур, животных и предметов и снабжён цитатами из произведений классических и схоластических философов.

## Избранные публикации
- Contre une Replique du sieur Bugnet Ministre aupres de Compiegne (1620, на латыни)
- Rerum metaphysicarum libri tres (1623, на латыни)
- Gratia Dei Tractatus (Paris, 1624, на латыни)
- Cardinalium virtutum chorus (1625, на латыни)
- Tractatus of Sanctissimo Incarnationis mysterio ad mentem Doctoris Subtilis (около 1625, на латыни)
- Histoire des evesques de l'église de Metz (1634, на французском языке)
- Histoire de la naissance du progrès et de la décadence de l’hérésie dans la ville de Metz et dans le pays Messin (1670)